# Mário Quintana (Porto Alegre)
Mario Quintana è uno dei bairros della Città di Porto Alegre Brasile, istituito con la Legge nº 8258 del 22 dicembre 1998. Questo quartiere prende il nome dal poeta Mário Quintana, originario di questo stato brasiliano.